# I Be..
《I Be..》는 아이비의 세 번째 정규 음반이다. 이 앨범은 당초 2008년 말에 발매될 예정이었으나, 그 당시 아이비의 소속사 대표이사의 횡령 건으로 인해서 2009년 10월 29일에 발매되었다. 앞서 10월 20일엔 음반 자켓 사진과 수록곡 가운데 2곡인 〈눈물아 안녕〉과 〈보란듯이〉가 공개됐다. 10번 트랙인 〈안돼요〉에 남규리가 가사를 썼고, 또한 11번 트랙인 〈Left 2 Right〉는 언타이틀의 멤버인 서정환과 유건형이 참여했다. 그리고 13번 트랙인 〈Zoo〉는 아이비 본인이 직접 가사를 썼다.

## 수록곡
| - Sensation (3:20)                           | - 작사: 김이나 작곡・편곡: 윤일상                              |
| - Crazy (3:47)                               | - 작사: 싸이(PSY) 작곡: 싸이, 고한종 편곡: 고한종              |
| - Touch Me (3:18)                            | - 작사: 싸이 작곡: 싸이, 유건형 편곡: 유건형                   |
| - 눈물아 안녕 (3:47)                         | - 작사: 강은경 작곡: 박근태 편곡: 옥정용                       |
| - You Are The Ace featuring JR Groove (3:44) | - 작사・작곡・편곡: 배진렬(JR Groove)                          |
| - Good (3:07)                                | - 작사: 휴우(전혜원) 작곡・편곡: 신사동 호랭이                 |
| - 왜 나만 아프죠 (3:49)                      | - 작사: 김도훈(RBW), 최갑원 작곡: 김도훈(RBW) 편곡: 김진환     |
| - Adios (3:21)                               | - 작사: 김부민 작곡・편곡: Hitchhiker                          |
| - 여자라서 (3:21)                            | - 작사: 싸이 작곡: 싸이, 유건형 편곡: 유건형                   |
| - 안돼요 rap featuring Day Day (4:03)        | - 작사: 남규리, 안영민 작곡: 안영민 편곡: 신사동 호랭이        |
| - Left 2 Right (3:47)                        | - 작사: 서정환(supacool) 작곡: 유건형, 고한종 편곡: 유건형     |
| - 어차피 잊어야 할 사람 (3:42)               | - 작사・작곡・편곡: 배진렬(JR Groove)                          |
| - Zoo rap featuring 길미 (3:49)              | - 노래 작사: IVY 랩 작사: 길미 작곡・편곡: 노건호 a.k.a 전자맨 |
| - Peek-A-Boo (3:14)                          | - 작사: 김부민 작곡・편곡: Hitchhiker                          |
| - 보란듯이 (4:00)                            | - 작사・작곡: 안영민 편곡: 박성준                              |
| - Touch Me Electro Mix (3:21)                |                                                                |